# Hao Shuai

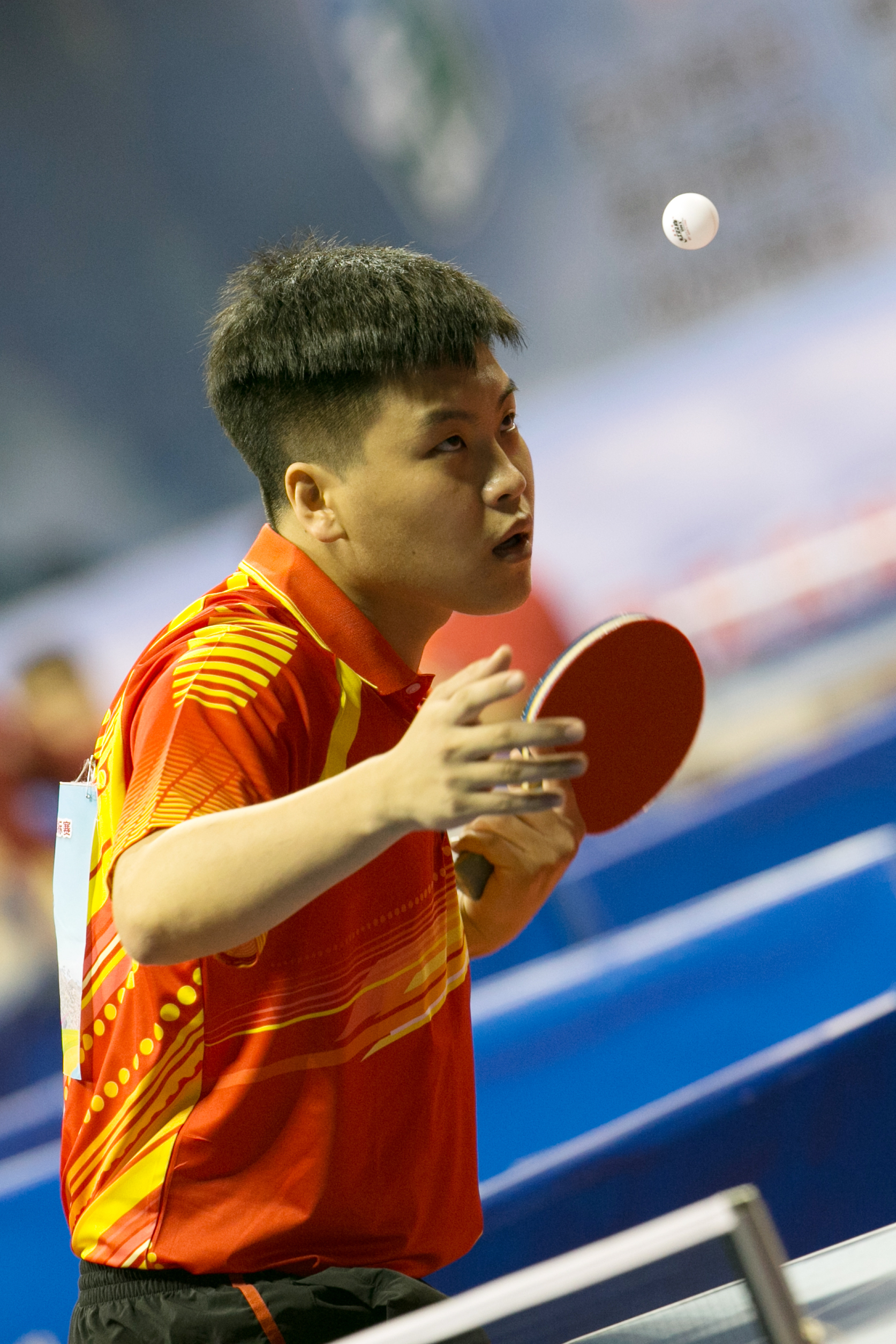
Hao Shuai

Hao Shuai (Tianjin, 1 oktober 1983) is een Chinees professioneel tafeltennisser. Hij won in 2006 samen met Ma Long het dubbelspeltoernooi van de ITTF Pro Tour Grand Finals. Drie jaar eerder stond de linkshandige Chinees ook al eens in de eindstrijd van de Grand Finals in het enkelspel, maar moest toen de titel laten aan zijn landgenoot Wang Hao. Shuai was ook verliezend finalist in het gemengd dubbelspel op de wereldkampioenschappen 2011 (samen met Mu Zi).
Hao Shuai bereikte in september 2009 (voor het eerst) zijn hoogste positie op de ITTF-wereldranglijst, toen hij zevende stond.

## Sportieve loopbaan
Hao Shuai maakte zijn debuut in het internationale (senioren)circuit op de Azië Cup in 2000, waar hij meteen doorstootte tot de finale. Zijn landgenoot Chan Tian-yuan voorkwam daarin dat hij het toernooi ook meteen op zijn naam schreef. De Chinees nam vijf jaar later nog eens deel en zag eenzelfde scenario uitkomen. Opnieuw haalde hij de finale, maar opnieuw won een landgenoot daarin de titel, Wang Hao ditmaal. Aan hem had Hao Shuai op dat moment toch al niet zo'n beste herinneringen, want hij ontzegde hem in 2003 ook al de titel in de eindstrijd van de ITTF Pro Tour Grand Finals enkelspel, een van de meest prestigieuze toernooien in de wereld.
Samen met de eveneens Chinese Ma Long kwalificeerde Hao Shuai zich in 2006 voor de Grand Finals in het dubbelspel, waarin ze samen de eindstrijd haalden. Ditmaal eindigde hij met zijn partner aan de goede kant van de uitslag, waarin hun landgenoten Ma Lin en Chen Qi het verliezende duo vormden. Een jaar later grepen Hao Shuai en Ma Long samen eveneens de dubbelspeltitel op de Aziatische kampioenschappen in Yangzhou.

## Erelijst
Belangrijkste resultaten:
- Brons dubbelspel wereldkampioenschappen 2009 (met Zhang Jike)
- Verliezend finalist gemengd dubbelspel wereldkampioenschappen 2011 (met Mu Zi), brons in 2009 (met Chang Chenchen)
- Kwartfinale enkelspel wereldkampioenschappen 2005 en 2007
- Winnaar dubbelspel Aziatische kampioenschappen 2007 (met Ma Long)
- Verliezend finalist Azië Cup 2000 en 2005

ITTF Pro Tour
Enkelspel:
- Verliezend finalist ITTF Pro Tour Grand Finals 2003
- Winnaar Kroatië Open 2007
- Winnaar China Open 2008
- Winnaar Slovenië Open 2009
- Verliezend finalist China Open 2009 (Tianjin)
- Verliezend finalist Korea Open 2009

Dubbelspel:
- Winnaar ITTF Pro Tour Grand Finals 2006 (met Ma Long)
- Winnaar Slovenië Open 2006 (met Ma Long)
- Winnaar China Open 2006 (met Wang Liqin)
- Winnaar Korea Open 2009 (met Wang Hao)